# Blake Lizotte
Blake Lizotte (* 13. Dezember 1997 in Lindstrom, Minnesota) ist ein US-amerikanischer Eishockeyspieler, der seit Juli 2024 bei den Pittsburgh Penguins in der National Hockey League unter Vertrag steht und für diese auf der Position des Centers spielt. Zuvor verbrachte er etwas mehr als fünf Jahre bei den Los Angeles Kings.

## Karriere
Blake Lizotte spielte in seiner Jugend für das Eishockeyteam der Chisago Lakes High School. Zur Saison 2014/15 wechselte er zu den Minot Minotauros in die North American Hockey League, die zweithöchste Juniorenliga der USA nach der United States Hockey League (USHL). Dort überzeugte er mit 52 Scorerpunkten aus 56 Spielen und wurde demzufolge als Rookie des Jahres ausgezeichnet. Im Folgejahr schloss sich der Angreifer den Fargo Force aus der USHL an, die er ab der Spielzeit 2016/17 als Mannschaftskapitän anführte. Zugleich erreichte er einen Punkteschnitt von über 1,0 pro Spiel und fand daher im USHL Second All-Star Team Berücksichtigung. Anschließend schrieb er sich an der St. Cloud State University ein, mit deren Huskies er am Spielbetrieb der National Collegiate Hockey Conference (NCHC) teilnahm, eine Liga im Spielbetrieb der National Collegiate Athletic Association (NCAA). Auch im College-Bereich erzielte der US-Amerikaner überzeugende Offensivleistungen und wurde in seinen zwei Jahren an der St. Cloud State ins NCHC All-Rookie Team sowie ins NCHC First All-Star Team gewählt.
Ohne zuvor in einem NHL Entry Draft berücksichtigt worden zu sein, unterzeichnete Lizotte im April 2019 als Free Agent einen Einstiegsvertrag bei den Los Angeles Kings aus der National Hockey League (NHL). Nur wenig später gab er noch gegen Ende der Spielzeit 2018/19 sein Debüt in der höchsten Profiliga Nordamerikas. Mit Beginn der Saison 2019/20 kommt der Center regelmäßig für die Kings in der NHL zum Einsatz.
Nach über fünf Jahren bei den Kings wechselte Lizotte im Juli 2024 als Free Agent zu den Pittsburgh Penguins.

## Erfolge und Auszeichnungen
- 2015 NAHL-Rookie des Jahres
- 2017 USHL Second All-Star Team
- 2018 NCHC All-Rookie Team
- 2019 NCHC First All-Star Team

## Karrierestatistik
Stand: Ende der Saison 2024/25
(Legende zur Spielerstatistik: Sp oder GP = absolvierte Spiele; T oder G = erzielte Tore; V oder A = erzielte Assists; Pkt oder Pts = erzielte Scorerpunkte; SM oder PIM = erhaltene Strafminuten; +/− = Plus/Minus-Bilanz; PP = erzielte Überzahltore; SH = erzielte Unterzahltore; GW = erzielte Siegtore; 1 Play-downs/Relegation; Kursiv: Statistik nicht vollständig)